# Sigrid Kirchmann
Sigrid Kirchmann (Austria, 29 de marzo de 1966) fue una atleta austriaca, especializada en la prueba de salto de altura en la que llegó a ser medallista de bronce mundial en 1993.

## Carrera deportiva
En el Mundial de Stuttgart 1993 ganó la medalla de bronce en salto de altura, con un salto de 1.97 metros, tras las cubanas Ioamnet Quintero (oro con 1.99 metros) y Silvia Costa (plata también con 1.97 metros en menos intentos).